# Brabirodes orthesia
Brabirodes orthesia là một loài bướm đêm trong họ Geometridae.